# Dorfkirche Neschholz

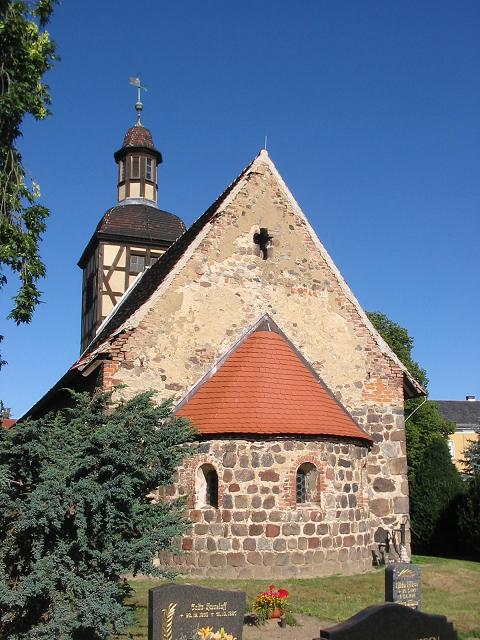
Dorfkirche Neschholz

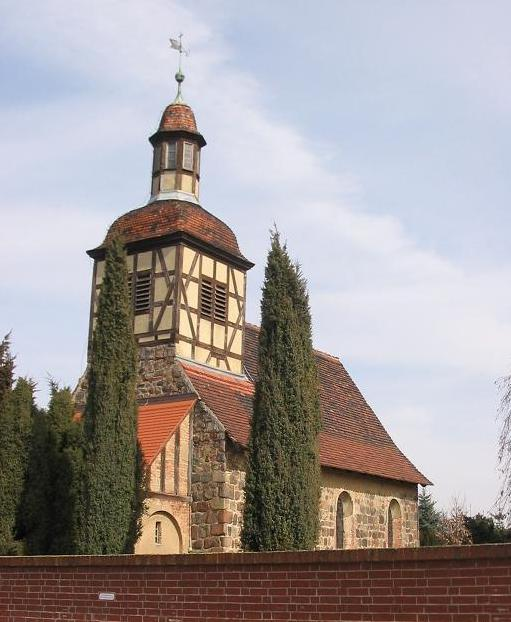
Ansicht von Westen

Die evangelische Dorfkirche Neschholz ist eine romanische Feldsteinkirche im Ortsteil Neschholz von Bad Belzig im Landkreis Potsdam-Mittelmark in Brandenburg. Sie gehört zur Kirchengemeinde Mörz im Kirchenkreis Mittelmark-Brandenburg der Evangelischen Kirche Berlin-Brandenburg-Schlesische Oberlausitz.

## Geschichte und Architektur
Der kleine spätromanische Saalbau aus gut gequaderten Feldsteinen besteht aus dem Schiff mit einer verhältnismäßig stark eingezogenen Apsis und einem neubarocken Fachwerk-Dachturm mit Schweifhaube und achteckiger Laterne. Eine Vorhalle aus den Jahren 1907/1909 ergänzt die rechteckige Kirche im Westen. Die Apsis deckt ein Halbkegeldach mit Biberschwanzziegeln, während das Schiff mit einem Satteldach geschlossen ist.
Der Baubeginn lag in der ersten Hälfte des 13. Jahrhunderts. Veränderungen an den rundbogigen Fenstern und am Priesterportal lassen auf Umbaumaßnahmen in der zweiten Hälfte des 16. Jahrhunderts schließen. Der Giebel der Schiffswand besteht aus Backsteinen und ist verputzt. Wahrscheinlich 1867 wurden die Mauerkronen mit Backsteinen erhöht. Im gleichen Jahr erhielten die noch weitgehend ursprünglichen Rundbogenfenster der Apsis Fassungen aus dem gleichen Stein. Eine tiefgreifende Restaurierung fand zwischen 1907 und 1909 statt. Dabei wurden der Dachturm renoviert und die Vorhalle angebaut.
Nicht mehr festzustellen ist, ob sich das Mauerwerk des Westgiebels in einem Vorgänger-Dachturm fortsetzte. Der heutige Ziegel-Fachwerkaufsatz schneidet den obersten Teil des Westgiebels ab und stammt wahrscheinlich aus dem 18. Jahrhundert. Beide Turmelemente, Schweifhaube und Laterne, haben Schweifdächer mit Biberschwanzziegeln. Die Wetterfahne über der abschließenden Kugel enthält die Gravur 1908. Die auf der westlichen Turmseite hinzugekommene Vorhalle hat einen Unterbau aus zwei Lagen Feldstein und darüber ein Mauerwerk aus Ziegeln. Seine Giebel sind in Fachwerk ausgeführt, ein Pultdach mit Fledermausgaube schließt an den Westgiebel unterhalb des Dachreiters an.

## Innenausmalung
„Man sieht eher den Prunkraum eines fürstlichen Schlosses als das Innere einer Dorfkirche des Fläming“ schrieb Hillert Ibbeken über die üppige Innenausmalung, die zu Beginn des 20. Jahrhunderts im Zuge der Restaurierung erfolgte und barocke Formen imitiert. Auch Viola Pfeifer war von der Pracht und Farbgebung „überrascht und entzückt“: „Die Farbabstimmung von Weiß, Grau und Blau wird akzentuiert durch sparsame Roteffekte und blitzende, kleine, vergoldete Streifen und Spitzen. Neben schmalen Farbstreifen, die allenthalben die Bildungsteile des Mobiliars begrenzen und einteilen, gibt es Bänder mit phantasievollen Ornamenten. Am reizvollsten jedoch sind die Blüten- und Blattformen, die die Fächer der Brüstungen füllen. Selbst die kassettenartig angelegte Kalotte (Rundung der Apsis) ist mit vielartigen Zweigen gefüllt. Kurz, ein Fest für die Augen.“ Durch die spitzbogigen Felder der weitläufigen Empore schwingt sich zudem eine grüngelbe Girlande aus Blüten und Blättern, die ein langes Spruchband begleitet. Deckenfelder in der Flachdecke nehmen die Ornamente auf und auch die Tragebalken wechseln sich mit reichhaltigen Formen ab. Der innere Apsisbogen ist rundbogig. 

## Ausstattung
Das Mobiliar enthält die kirchenüblichen Bestandteile. Der hölzerne Altaraufsatz aus dem 17. Jahrhundert zeigt eine Säulenarchitektur mit gesägten Wangen und wurde später verändert. Im Hauptfeld und der Predella sind später stark renovierte Leinwandbilder mit einer Darstellung von Christus in Gethsemane (wie in St. Briccius in Bad Belzig) und der Beweinung angeordnet, im Aufsatz ein Kreuzigungsgemälde. Die hölzerne Kanzel stammt ebenfalls aus dem 17. Jahrhundert und ist mit Ecksäulchen am polygonalen Korb versehen, der anschließende Pfarrstuhl wurde im 19. Jahrhundert verändert. Das Taufgestell stammt aus dem 19. Jahrhundert. Die Orgel ist ein Werk von Alexander Schuke aus dem Jahr 1908 mit sieben Registern auf einem Manual und Pedal.